# Шицзячжуан Тяньгун
«Шицзячжуан Тяньгун» (кит. 石家庄天工) — бывший китайский полупрофессиональный футбольный клуб, выступавший в городе Шицзячжуан, провинция Хэбэй. Команда была образована в 2007 году, выступала на стадионе Международного спортивного центра Юйтун. В 2009 году клуб прекратил существование.

## История
Клуб был основан в 2007 году с полупрофессиональным статусом, до того, как смог найти финансовые средства для регистрации и заявления в низшую лигу. В 2008 году был зарегистрирован и стартовал в розыгрыше третьей лиги. В этот же период команда была переименована в «Хэбэй Тяньгун» и стала второй в Северной группе, после чего попала в нокаут-раунд, где уступила «Хунань Биллоуз» в первом раунде со счётом 2-1. По окончании сезона команда отозвала лицензию и вновь стала полупрофессиональной, а со следующего сезона не выступала в официальных китайских лигах.

## Изменение названия
- 2007—2008 Хэбэй Тяньгун (河北天工)
- 2007—2008 Шицзячжуан Тяньгун (石家庄天工)